# 왕과 여자
《왕과 여자》는 2017년에 MBN에서 방송된 왕과 여자들에 관련된 사극 대본 리딩 프로그램이다.